# Houboulang Mendes
Houboulang Mendes, né le 4 mai 1998 à Courcouronnes, est un footballeur international bissaoguinéen qui évolue au poste d'arrière droit au Fortuna Sittard.

## Biographie
Mendes est né dans l'Essonne, en France d'une famille aux origines bissauguinéennes, d'où son nom de famille lusophone, hérité d'un grand-père ayant vécu dans l'ancienne colonie portugaise.
Mendes est titulaire d'un BEP commerce.

### En club
Passé par l'ES Viry-Châtillon, club fréquenté notamment par Thierry Henry, puis l'équipe de Juvisy-sur-Orge, Mendes est proche d'intégrer l'INF avec la génération 98 de Kylian Mbappé, mais est refusé au dernier tour pour cause de résultats scolaires insuffisants.
Il rejoint le Stade lavallois MFC à 15 ans. Alors qu'il revient d'une blessure aux ligaments croisés du genou, il dispute son premier match avec les professionnels le 19 mai 2017 contre le Nîmes Olympique.
Après deux saisons en pro au club de Laval, il est transféré au FC Lorient, alors qu'il est suivi par plusieurs clubs de Ligue 1.
Parmi les révélations du début de saison 2018-19 sous Mickaël Landreau en Ligue 2, il est néanmoins freiné par une grave blessure : une nouvelle rupture des ligaments croisés le garde hors des terrains pendant quasiment toute l'année 2019.
En 2022 il signe libre à Almeria.

### En sélection nationale
En décembre 2023, il est retenu dans la liste des vingt-cinq joueurs bissao-guinéens sélectionnés par Baciro Candé pour disputer la Coupe d'Afrique des nations 2023.

## Statistiques
| Saison                | Club                  | Championnat           | Championnat | Championnat | Championnat | Coupe nationale | Coupe nationale | Coupe nationale | Coupe de la Ligue | Coupe de la Ligue | Coupe de la Ligue | Total | Total | Total |
| Saison                | Club                  | Division              | M.          | B.          | P.d.        | M.              | B.              | P.d.            | M.                | B.                | P.d.              | M.    | B.    | P.d.  |
| 2016-2017             | Stade lavallois       | Ligue 2               | 1           | 0           | 0           | -               | -               | -               | -                 | -                 | -                 | 1     | 0     | 0     |
| 2017-2018             | Stade lavallois       | National              | 27          | 0           | 1           | 4               | 0               | 0               | 1                 | 0                 | 0                 | 32    | 0     | 1     |
| Sous-total            | Sous-total            | Sous-total            | 28          | 0           | 1           | 4               | 0               | 0               | 1                 | 0                 | 0                 | 33    | 0     | 1     |
| 2018-2019             | FC Lorient            | Ligue 2               | 21          | 0           | 2           | 1               | 0               | 0               | -                 | -                 | -                 | 22    | 0     | 2     |
| 2019-2020             | FC Lorient            | Ligue 2               | 3           | 0           | 1           | 2               | 0               | 1               | -                 | -                 | -                 | 5     | 0     | 2     |
| 2020-2021             | FC Lorient            | Ligue 1               | 17          | 0           | 0           | 1               | 0               | 0               | -                 | -                 | -                 | 18    | 0     | 0     |
| 2021-2022             | FC Lorient            | Ligue 1               | 36          | 0           | 1           | 1               | 0               | 0               | -                 | -                 | -                 | 37    | 0     | 1     |
| Sous-total            | Sous-total            | Sous-total            | 77          | 0           | 4           | 5               | 0               | 1               | -                 | -                 | -                 | 82    | 0     | 5     |
| 2022-2023             | UD Almería            | Liga                  | 14          | 0           | 1           | -               | -               | 0               | -                 | -                 | -                 | 14    | 0     | 1     |
| 2023-2024             | UD Almería            | Liga                  | 7           | 0           | 0           | 2               | 0               | 0               | -                 | -                 | -                 | 9     | 0     | 0     |
| Sous-total            | Sous-total            | Sous-total            | 21          | 0           | 1           | 2               | 0               | 0               | -                 | -                 | -                 | 23    | 0     | 1     |
| 2023-2024             | CD Mirandés (prêt)    | LaLiga 2              | 5           | 0           | 0           | -               | -               | -               | -                 | -                 | -                 | 5     | 0     | 0     |
| 2024-2025             | ES Troyes AC (prêt)   | Ligue 2               | 29          | 1           | 0           | 4               | 0               | 0               | -                 | -                 | -                 | 33    | 1     | 0     |
| Total sur la carrière | Total sur la carrière | Total sur la carrière | 160         | 1           | 6           | 15              | 0               | 1               | 1                 | 0                 | 0                 | 176   | 1     | 7     |

## Style de jeu
Défenseur travailleur, avec une forte capacité athlétique, il possède également une vitesse et capacité de dribble qui en font un atout offensif non négligeable,. Mendes est capable de jouer à la fois en défense centrale ou sur le côté droit.

## Palmarès
| FC Lorient - Ligue 2 (1) : - Champion : 2019-20. |